# Roppa Furukawa
Roppa Furukawa (古 川 ロ ッ パ, también 緑波, Furukawa Roppa, 3 de agosto de 1903 - 16 de enero de 1961) fue un comediante, cantante y crítico de cine japonés.

## Vida personal
Furukawa nació como el sexto hijo del barón Katō Terumaro (1863-1925), lo que lo convirtió en el nieto del barón Katō Hiroyuki . Sin embargo, la costumbre familiar era que los hijos menores fueran adoptados por familias relacionadas, por lo que Furukawa fue adoptado por la hermana de su padre y su esposo, Furukawa Taketarō.  Su verdadero nombre se convirtió en Ikurō Furukawa (a veces traducido como "Ikuo"). 

## Carrera
Comenzó a asistir a la Universidad de Waseda , pero se fue antes de graduarse para convertirse en crítico de cine y editor de revistas. Era bastante hábil en la imitación de voces y finalmente decidió convertirse en un comediante profesional, formando en 1933 la compañía de comedia "Warai no Tengoku" (El paraíso de la risa) con Musei Tokugawa. Se unió a Toho en 1935, así mismo protagonizó en revistas y películas teatrales, se volvió casi tan popular como el otro gran comediante de antes de la guerra, Ken'ichi Enomoto.
Su trabajo cinematográfico incluye muchas comedias, musicales y un popular conjunto de películas coprotagonizadas por Kazuo Hasegawa. Después de la guerra, su carrera entró en declive cuando comenzó a sufrir varias dolencias, pero siguió siendo popular en la radio. Un hábil escritor, sus diarios fueron publicados con gran éxito antes de su muerte.